# مارك بريدج
مارك بريدج (بالإنجليزية: Mark Bridge) مواليد 7 نوفمبر 1985 في سيدني، هو لاعب كرة قدم أسترالي. يلعب كلاعب وسط.

## المسيرة الاحترافية

### أندية لعب لها
- نادي نيوكاسل يونايتد جتز
- سيدني إف سي
- نادي وسترن سيدني واندررز لكرة القدم

## روابط خارجية
- مارك بريدج على موقع الاتحاد الدولي (مؤرشف)  (الإنجليزية)
- مارك بريدج على موقع قاعدة بيانات كرة القدم.إي يو (الإنجليزية)
- مارك بريدج على موقع ناشيونال فوتبول تيمز (الإنجليزية)
- مارك بريدج على موقع Soccerway.com (الإنجليزية)
- مارك بريدج على موقع عالم كرة القدم.نت (الإنجليزية)
- مارك بريدج على موقع أوليمبيديا (الإنجليزية)
- مارك بريدج على موقع اللجنة الأولمبية الأسترالية (الإنجليزية)